# Itō Kiyoshi

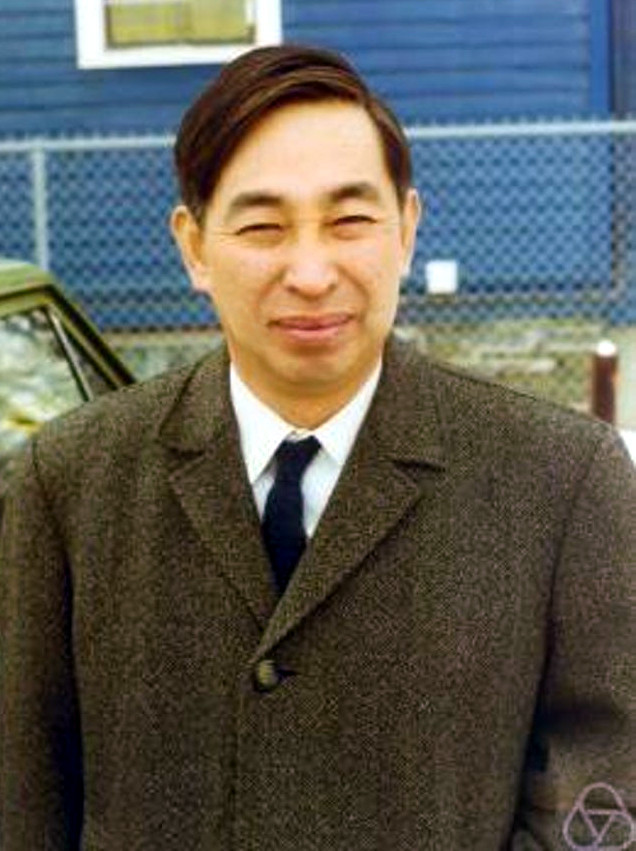
Itō Kiyoshi an der Cornell University, 1970

Itō Kiyoshi (japanisch 伊藤 清; * 7. September 1915 in Hokusei-chō (heute Inabe), Präfektur Mie; † 10. November 2008 in Kyōto) war ein japanischer Mathematiker, der sich vor allem mit der Stochastik beschäftigte.
Itō leistete fundamentale Beiträge zur Theorie der stochastischen Prozesse und begründete die stochastische Analysis.

## Leben
Er untersuchte stochastische Prozesse und legte in zwei 1944 und 1946 erschienenen Arbeiten die Grundlage für die Theorie der stochastischen Integration und der stochastischen Differentialgleichungen. Deshalb gilt Itō heute als Begründer der stochastischen Analysis.
Itō stammt aus einem Bauerndorf westlich von Nagoya und begann nach dem Schulabschluss das Studium der Mathematik an der Kaiserlichen Universität Tokio, das er bereits mit 23 Jahren abschloss. Während des Studiums hatte er sich bereits zu der damals noch nicht allzu weit entwickelten Wahrscheinlichkeitstheorie hingezogen gefühlt, an deren Formalisierung zu jener Zeit Paul Lévy und Andrei Kolmogorow arbeiteten. Im Anschluss daran trat er eine Stelle im Nationalen japanischen Statistik-Amt an, wo er in den Kriegsjahren die meisten seiner Theorien entwickelte. 1940 und 1942 legte er – ohne vorher promoviert zu haben – seine Ideen in den beiden Arbeiten Über Wahrscheinlichkeitsverteilungen auf kompakten Gruppen und Über stochastische Prozesse und unendlich teilbare Verteilungen dar. Diese beiden Aufsätze, die heutzutage als revolutionär eingestuft werden, fanden damals – auch infolge der japanischen Isolation während und nach dem Pazifikkrieg – wenig Anerkennung.
Erst 1945 wurde ihm für seine Leistungen der Doktor verliehen, und 1952 wurde er als ordentlicher Professor an die Universität Kyōto berufen. Dort war er, neben Gastaufenthalten unter anderem am Institute for Advanced Study in Princeton, Bombay, an der Universität Århus und der Cornell University, bis zu seiner Pensionierung 1979 tätig.
Die Ideen Itōs, insbesondere sein Ito-Kalkül der stochastischen Integration, haben in vielen Bereichen der Natur- und Wirtschaftswissenschaften Anwendung gefunden, beispielsweise in der Finanzmathematik (dort zuerst im berühmten Black-Scholes-Modell zur Optionspreisbestimmung).
Nach Itō benannt sind der Itō-Prozess (auch verallgemeinerter Wiener-Prozess genannt), die Itō-Formel und die Itō-Isometrie. In der mathematischen Literatur wird statt Itō zumeist Itô geschrieben.
Itō war darüber hinaus Ehrendoktor an mehreren Universitäten weltweit, etwa der ETH Zürich. 1998 wurde er in die National Academy of Sciences gewählt. Er war seit 1939 verheiratet und hatte drei Töchter. Neben Englisch, Französisch und Chinesisch sprach (oder besser schrieb) er auch Deutsch.

## Auszeichnungen
Itōs Lebenswerk wurde mit vielen international renommierten Preisen gewürdigt:
- Asahi-Preis (1977),
- israelische Wolf-Preis (1987)
- Kyoto-Preis (1998)
- Person mit besonderen kulturellen Verdiensten (2003)
- Carl-Friedrich-Gauß-Preis (2006), erster Preisträger
- Kulturorden (2008)

## Schriften
- mit Y. Kawada: On the probability distribution on a compact group, Proc. Phys.-Math. Soc. Japan, Band 22, 1940, S. 977–998
- On stochastic processes, I (Infinitely divisible laws of probability), Japan J. Math., Band 18, 1942, S. 261–301.
- mit Henry McKean: Diffusion processes and their sample paths, Springer, Grundlehren der mathematischen Wissenschaften, 1965, 1974
- Selected papers, Springer 1987 (Herausgeber S.R.S.Varadhan, Daniel Stroock)
- Stochastic processes, Lectures given at Aarhus University, Herausgeber Ole E. Barndorff-Nielsen, Ken-iti Sato, Springer-Verlag, 2004 (zuerst 1969).
- Lectures on stochastic processes, Springer 1984 (Vorlesungen Tata Institut, Bombay)